# Srđan Radonjić
Srđan Radonjić (ur. 8 maja 1981 w Titogradzie) – czarnogórski piłkarz, napastnik, od 2011 roku związany z klubem Budućnost Podgorica. W reprezentacji Czarnogóry zadebiutował w 2007 roku. Do tej pory rozegrał w niej jedno spotkanie, w którym zdobył jedną bramkę (stan na 17.07.2012).